# Champillet
Champillet is een gemeente in het Franse departement Indre (regio Centre-Val de Loire) en telt 160 inwoners (2015). De plaats maakt deel uit van het arrondissement La Châtre.

## Geografie
De oppervlakte van Champillet bedraagt 6,9 km², de bevolkingsdichtheid is 23,5 inwoners per km².
De onderstaande kaart toont de ligging van Champillet met de belangrijkste infrastructuur en aangrenzende gemeenten.

## Demografie
Onderstaande figuur toont het verloop van het inwonertal (bron: INSEE-tellingen).